# Ciemino (województwo zachodniopomorskie)
Ciemino – wieś w Polsce położona w województwie zachodniopomorskim, w powiecie szczecineckim, w gminie Borne Sulinowo, przy drodze krajowej nr 20 ze Stargardu do Gdyni.
Według danych z 1 stycznia 2011 roku wieś liczyła 55 mieszkańców. 
We wsi znajdują się przystosowane dla rodzin ośrodki agroturystyczne z dostępem do jeziora i licznymi atrakcjami.